# The Phantom Ship (film 1913)
The Phantom Ship è un cortometraggio muto del 1913 diretto da Harold M. Shaw.

## Produzione
Il film fu prodotto dall'Edison Company.

## Distribuzione
Distribuito dalla General Film Company, il film - un cortometraggio in una bobina - uscì nelle sale cinematografiche statunitensi il 4 febbraio 1913.